# Léon Loire
Léon Loire, né le 5 novembre 1821 dans l'ancienne commune de Vaugirard et mort le 27 octobre 1898 à Paris, est un peintre et lithographe français.

## Biographie
Antoine Henri Léon Loire est le fils de François Alexandre Prosper Loire et de Mélanie Sève.

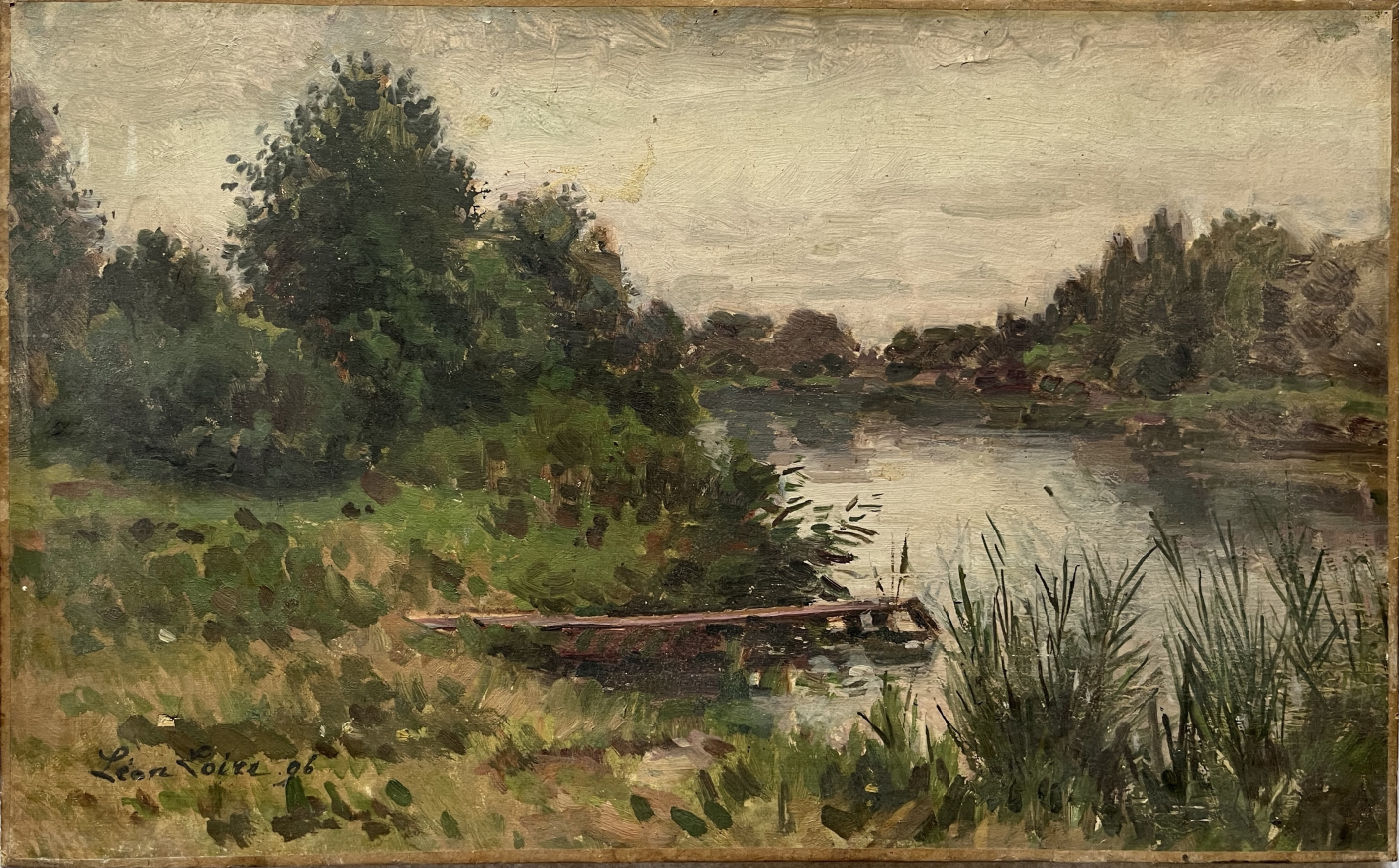
La Baignade, 1896, huile sur toile, 34 x 55 cm. Nemours, Château-Musée, 1904.17.1

En 1848, il épouse à Paris, Désirée Gabrielle Petit. Léon Loire est professeur des écoles municipales de Paris.

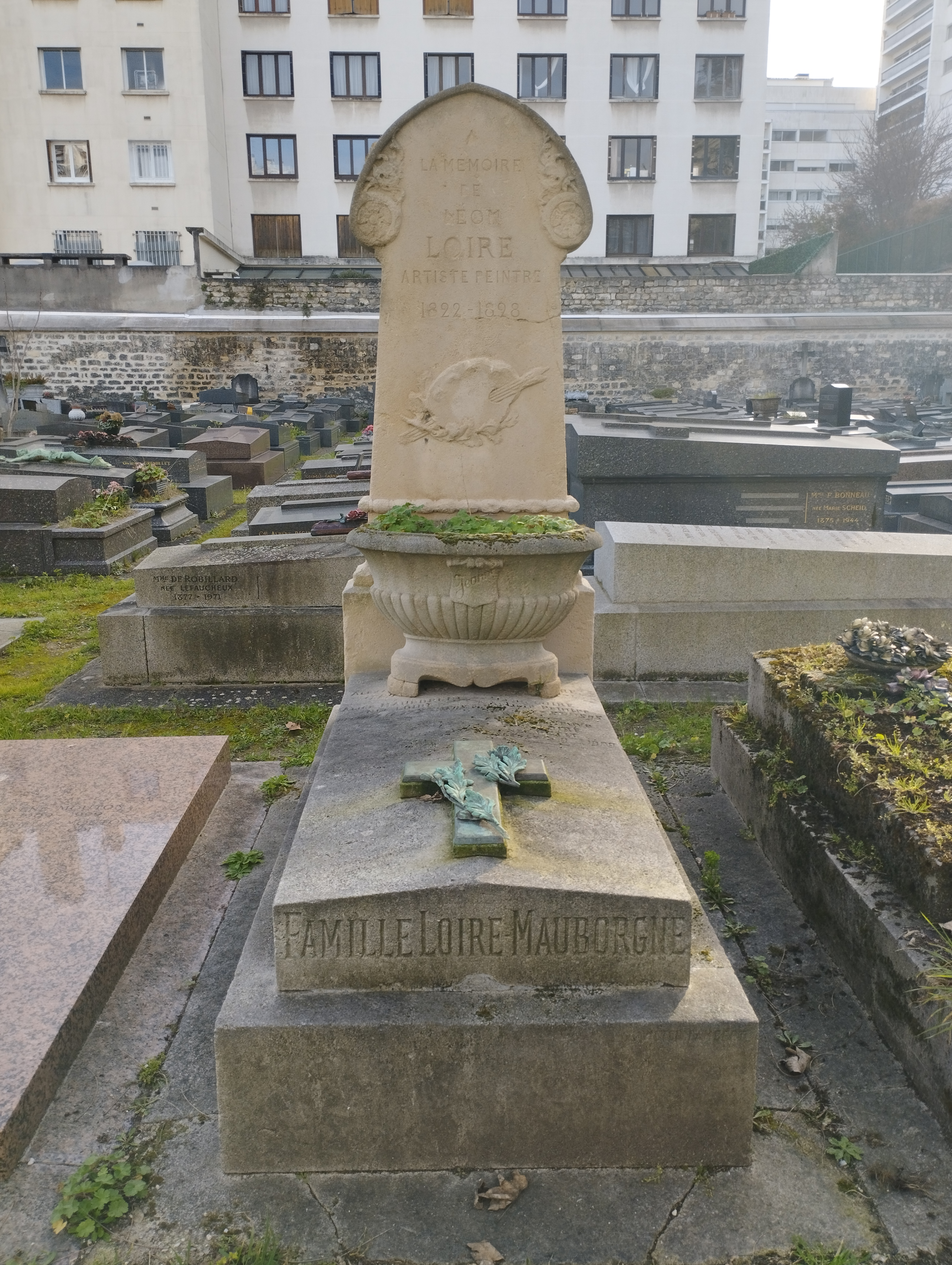
Tombe de Léon Loire au cimetière de Vaugirard (division 20).

Il meurt à son domicile de la rue de Vaugirard le 27 octobre 1898 à l'âge de 76 ans. Il est inhumé au cimetière de Vaugirard (division 20).